# Ecocardiografía

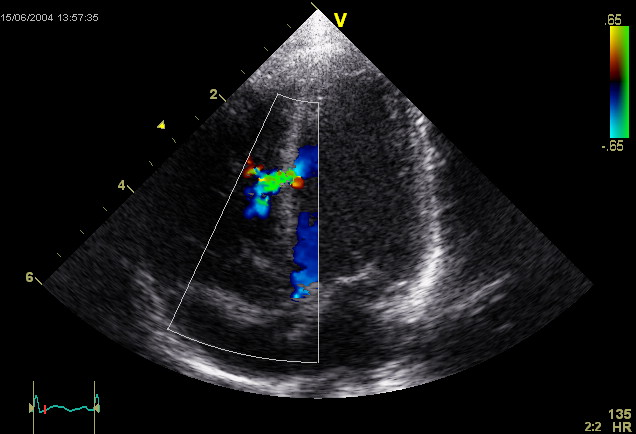
Un ecocardiograma anormal. La imagen muestra un defecto del tabique ventricular a mitad del músculo. La traza abajo a la izquierda muestra el ciclo cardíaco la marca roja el momento en el ciclo cardiaco en que la imagen fue capturada. Los colores son usados para representar la velocidad y la dirección del flujo de la sangre.

La ecocardiografía, también conocida como ultrasonido cardíaco o ecocardiograma, es una tecnología  sanitaria que usa técnicas estándares de ultrasonido (ecografía) para producir imágenes en rebanadas de dos dimensiones del corazón. Además, los últimos sistemas de ultrasonido ahora emplean imágenes en tiempo real en 3D.
Desde sus inicios, se han ido mejorando las técnicas de imagen; los modos A y B (unidimensionales) se perfeccionaron al modo M. Este, aún es usado con frecuencia sobre todo para medir paredes y cavidades cardiacas con mayor precisión,  representa en la pantalla un único haz del modo 2D y se usa de manera complementaria a este. 
Actualmente, el modo más utilizado es el 2D que nos permite obtener imágenes en tiempo real y en dos dimensiones (cortes planos del corazón, en distintos ejes). Además, se puede complementar con otras técnicas como el Doppler tisular o contrastes. Recientemente, se está extendiendo el uso de la ecocardiografía en 3D.

## Ecocardiografía transtorácica
El ecocardiograma estándar, se denomina ecocardiograma transtorácico y se realiza colocando el transductor sobre la pared torácica obteniendo las imágenes a través de ella. 
Variando la posición y orientación del transductor podemos obtener imágenes de distintos planos del corazón. A saber:
- Posición paraesternal: colocando el transductor en la región paraesternal, se puede dirigir el haz de ultrasonidos en distintos ejes para observar las estructuras cardiacas. El eje más importante es el eje largo de cavidades izquierdas. Otros posibles ejes son: eje largo de entrada al ventrículo derecho (VD), eje largo de salida del VD y ejes cortos paraesternales (para la observación de las válvulas).
- Posición apical: el transductor se coloca en el 5.º espacio intercostal izquierdo. Nos permite ver el corazón en cortes coronales.
- Posición subcostal: colocamos el sensor por debajo del reborde costal inferior. Se usa sobre todo en pacientes con enfermedad pulmonar obstructiva crónica (EPOC). Debido a que el aire interfiere con las ondas del transductor provocando artefactos en la imagen.
- Posición supraesternal: se coloca el transductor en el hueco supraesternal. Se usa para la visualización de la arteria aorta sobre todo.

## Ecocardiografía de estrés
Consiste en realizar un ecocardiograma a la vez que se somete al paciente a un estrés, bien por esfuerzo físico o mediante el uso de fármacos.
Evaluando el movimiento de las paredes cardiacas en reposo y comparándolo después con el rendimiento miocárdico durante el esfuerzo, se obtiene una serie de indicadores de isquemia inductible que pueden asignarse a los diferentes territorios coronarios.
Normalmente se utiliza el esfuerzo físico para provocar el estrés cardiaco y preferentemente la bicicleta estática, que permite obtener imágenes simultáneamente al ejercicio. Si no es posible la realización de la prueba de esfuerzo física se utilizan fármacos que aumentan la frecuencia cardiaca (prueba de esfuerzo farmacológica); generalmente se usa una infusión de dobutamina.
Este tipo de ecocardiograma se usa fundamentalmente para el diagnóstico de isquemias miocárdicas y para establecer el pronóstico de pacientes de población general y tras un infarto de miocardio, así como para realizar seguimiento de las intervenciones percutáneas.

## Técnicas complementarias
- DOPPLER. Basándose en la diferencia de frecuencia entre los ultrasonidos transmitidos y reflejados se puede calcular la velocidad y la dirección del objeto en movimiento (efecto Doppler). Esto nos permite estudiar el flujo sanguíneo dentro del corazón. Existen varias modalidades de Doppler: pulsado y continuo. Se utiliza para localizar posibles reflujos de la sangre.
- DOPPLER COLOR: Modalidad de Doppler pulsado que muestra flujos en tiempo real con color.  Si el flujo de sangre se acerca al transductor este se mostrará en color rojo, si se aleja será azul. Al ser una modalidad de Doppler pulsado tiene la limitación de generar aliasing al encontrarse con un flujo que supere velocidades grandes, lo que es conocido como límite de Nyquist.

- CONTRASTE. Consiste en la inoculación de sueros agitados y la observación del trayecto de las microburbujas formadas con el objetivo de buscar insuficiencias valvulares y comunicaciones intracardiacas anómalas.

## Ecocardiografía transesofágica
En esta modalidad de ecocardiografía transesofagica (ETE), se introduce el transductor por una sonda esofágica, lo que permite obtener señales con mayor intensidad al reducir el grosor de la pared que han de atravesar los ultrasonidos. Generalmente, se realiza bajo sedación consciente intravenosa.
La ETE es una técnica de ecocardiografía antigua que se desarrolló para reemplazar los cateterismos que son de mayor riesgo. La ETE se usaba antiguamente ya que los Rayos X no estaban tan avanzados para poder realizar la ecocardiografia transtoracica que es la que actualmente se utiliza.
La ETE tiene unas indicaciones y contraindicaciones muy concretas, así como unos riesgos inherentes muy conocidos. Está indicada en aquellos pacientes en los que la ETE no ha aportado o probablemente no aportará información diagnóstica. Algunos casos concretos en los que ETE tiene una eficacia probada, son la detección de la disección aórtica, la evaluación del mecanismo de la insuficiencia mitral y la búsqueda de posibles émbolos cardiacos. La ETE está contraindicada en los pacientes con trastornos esofágicos significativos. 
Entre las posibles complicaciones cabe destacar las relacionadas con los fármacos para la sedación y las derivadas de la introducción de la sonda (traumatismos en dientes, encías, orofaringe o esófago).

## Indicaciones
La ecocardiografía es una técnica de diagnóstico por imagen no invasiva que aporta información sobre gran número de parámetros: tamaño y forma del corazón, capacidad de bombeo, localización y evaluación de válvulas, flujo, estado y función de las paredes cardiacas.
Por todo ello, tiene las siguientes aplicaciones clínicas:
- Valvulopatía adquirida: mitrales, aórticas, pulmonares, tricuspídeas, otras cardiopatías valvulares y endocarditis infecciosa.
- Cardiopatía congénita: derivaciones intracardiacas y otras anomalías congénitas.
- Trastorno del pericardio: derrame pericárdico y pericarditis constrictiva.
- Miocardiopatía: miocardiopatías dilatadas y miocardiopatías restrictivas e infiltrantes.
- Cardiopatía isquémica: infarto de miocardio y aturdimiento e hibernación miocárdicos.
- Trastorno de la aorta.

El comentario precedente representa solo un esbozo de las posibilidades diagnósticas de la ecocardiografía. Existen algunas circunstancias clínicas en las que se puede utilizar esta técnica que el médico debe conocer bien. Estos usos clínicos específicos de ecocardiografía: 
- Evaluación de la disnea y la insuficiencia cardíaca congestiva.
- Embolias de origen cardíaco.
- Fibrilación auricular.
- Tromboembolismo pulmonar Embolia pulmonar.
- Hipertensión pulmonar.
- Ecocardiografía fetal.
- Evaluación y monitorización de procedimientos invasivos y demás intervenciones.